# Тулепбаев, Байдабек Ахмедович
Байдабек Ахметович Тулепбаев (каз. Байдабек Ахметұлы Төлепбаев; 10 октября 1921, с. Турткуль, ныне Ордабасынский район, Южно-Казахстанская область — 18 июня 2011, Алма-Ата, Казахстан) — казахский советский историк и партийный деятель, член-корреспондент РАН (c 1991); член-корреспондент АН СССР (с 1981).

## Биография
В 1939 году окончил рабфак при Средне-Азиатском государственном университете.
Начал трудовую деятельность в качестве учителя Орловской неполной средней школы Бугенского района. В 1939—1945 гг. служил в Красной армии, участник Великой Отечественной войны. Затем — заместитель директора Ташкентского ремесленного училища № 4. В 1949 году окончил партийную школу при Центральном Комитете КП(б) Узбекистана и Ташкентский педагогический институт.
В 1949—1952 годах — инструктор ЦК Компартии Узбекистана, помощник секретаря ЦК КП Узбекистана, в 1952—1953 гг. — первый заместитель заведующего отделом партийных органов Центрального Комитета КП (б) Узбекистана.
В 1960—1973 гг. работал в аппарате ЦК КПСС. В 1960 году защитил кандидатскую, а в 1967 году — докторскую диссертацию. В 1967—1973 по совместительству преподавал в Академии общественных наук при ЦК КПСС.
В 1973—1976 гг. — секретарь Алма-Атинского обкома КПСС, член Алма-Атинского обкома КП Казахстана.
В 1975 году был избран академиком АН КазССР, в 1976—1984 гг. — вице-президент Академии наук Казахской ССР, председатель общества «Знание» Казахской ССР.
В 1984—1991 годах— директор Института истории, археологии и этнографии имени Ч. Валиханова, Института истории партии при ЦК КП Казахстана. С 1991 года — главный научный сотрудник Института истории и этнологии. Опубликовал более 200 научных трудов, в том числе 9 монографий.
Сыновья: Марат (род. 1947) — доктор исторических наук; Владимир (род. 1954) — кандидат технических наук, предприниматель, лауреат премии Ленинского комсомола; дочь Людмила.

## Награды и звания
Награждён орденами Ленина, Трудового Красного Знамени, двумя орденами Отечественной войны І степени, Знак Почета, казахским орденом Парасат, 26 медалями СССР, Почетной грамотой Президиума Верховного Совета РСФСР, двумя почетными грамотами Президиума Верховного Совета Узбекской ССР, в 1982 г. ему было присвоено почетное звание «Заслуженного деятеля науки Казахской ССР».

## Основные работы
- «Компартия Узбекистана в борьбе за крутой подъём сельского хозяйства» (1959)
- «Осуществление ленинской аграрной политики партии в республиках Средней Азии» (1967)
- «Торжество ленинских идей социалистического преобразования сельского хозяйства Средней Азии и Казахстана» (1971)
- «Аграрные преобразования в республиках Советского Востока» (1972, на арабском языке)
- «Великий Октябрь и развитие науки в Казахстане» // «Известия АН КазССР. Серия общественных наук», 1978, № 1
- «Добровольное присоединение Казахстана к России и его историческое значение» // «Вопросы истории», 1981, № 9
- «Социалистические аграрные преобразования в Средней Азии и Казахстане» (1984; 2-е изд. 1986)
- «Историческая наука в Казахстане в 1935—1945 гг.» // «Великий Октябрь и социально-экономический прогресс Казахстана: историография, опыт и проблемы» (1987)
- «Д. А. Кунаев — выдающийся государственный и политический деятель» (2006; 2-е изд. 2011; в соавт. с К. Тулепбаевой)
- «Д. А. Кунаев и развитие экономики и культуры Казахстана» // «Актуальные проблемы исторической науки Казахстана» (2009)
- «Великая Отечественная война и вклад Советского Востока в победу» // «Навеки в памяти: члены РАН о Великой Отечественной войне 1941—1945 гг.» (2010)